# Michael Dietz (Journalist)

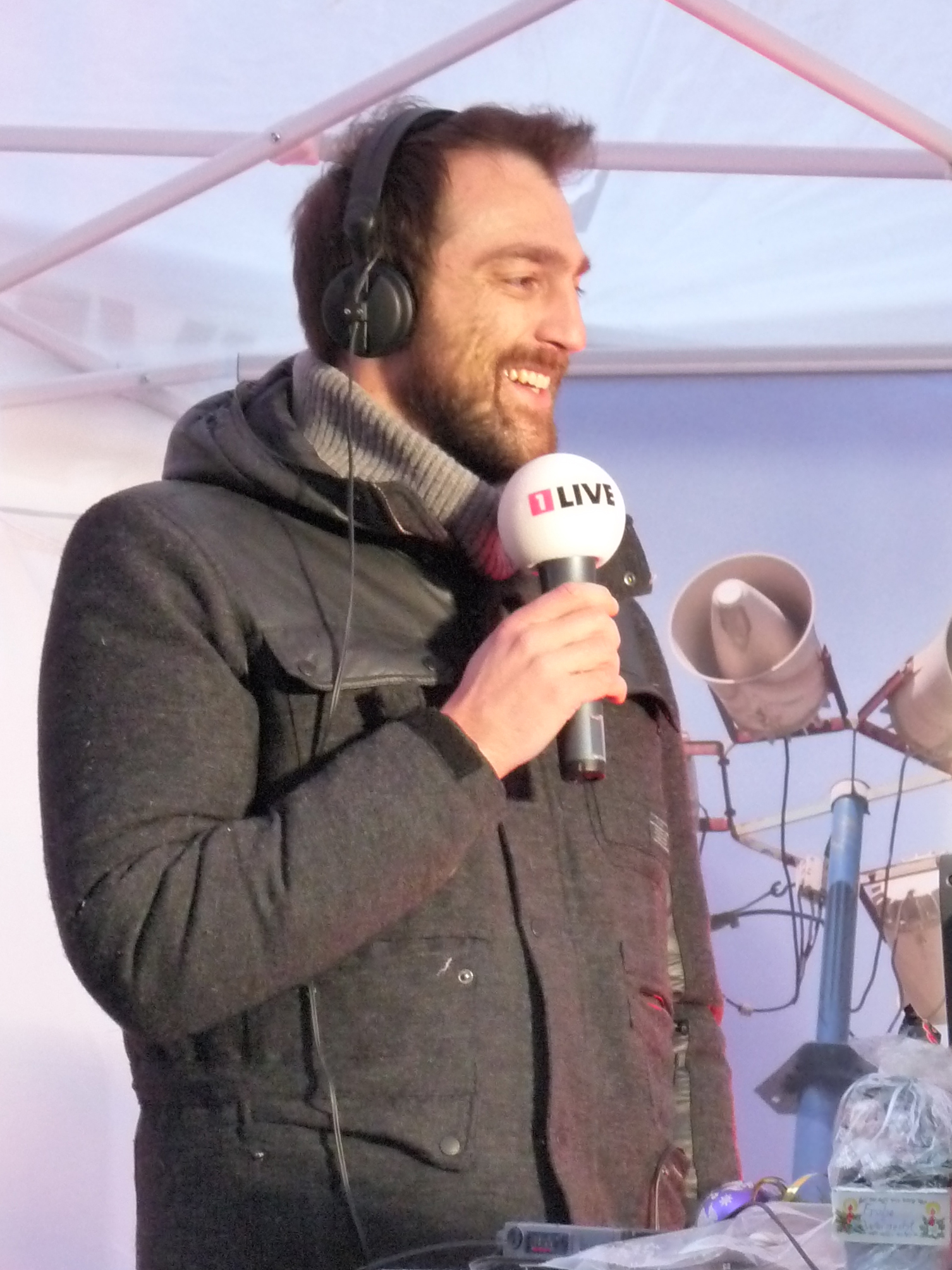
Michael Dietz (2011)

Michael Dietz (* 9. September 1976 in Grünstadt) ist ein deutscher Hörfunk- und Fernsehmoderator, Journalist und Sachbuchautor.

## Leben
Dietz stammt aus Grünstadt in der Pfalz. Zwischen 1997 und 2002 studierte er Informationswissenschaften und Germanistik an der Universität des Saarlandes. Neben Deutsch spricht er Englisch und Französisch.
Seit 2001 war Dietz als freier Journalist, Moderator und Reisejournalist tätig. Ab 2005 war er als Lehrbeauftragter für Medienwirtschaft an der Hochschule Fresenius beschäftigt. Von April 2009 an war Dietz in der Videoproduktion tätig.
Zunächst war er in Lokalradios zu hören und arbeitete später bei Saar TV und 103.7 UnserDing. Zwischen 1998 und 2001 war er bei SR 1 Europawelle zu hören, wo er als Redakteur, Reporter und Moderator tätig war. Seit 2001 war Dietz für den WDR in Köln bei 1 Live tätig. Dort moderierte er seit Anfang 2007 von Montag bis Freitag in Doppelmoderation mit seinem Kollegen Christian Terhoeven, sowie zum Teil am Montag Abend in der Sendung „1Live Elfer“. Nach seinem Wechsel zum WDR Fernsehen und der Übernahme der Moderation der Sendung  Aktuelle Stunde im WDR Fernsehen ab dem 7. September 2015, gab Dietz seine Moderatorentätigkeit bei 1Live zum Ende des Jahres 2015 auf. Seit 2015 ist er im Radio bei WDR 2, meistens am Wochenende, zu hören. Am 11. März 2011 erschien sein Sach- und Fachbuch Endlich Mitwisser!, das im selben Jahr als Hörbuch auf CD erschien. Seit dem Januar 2018 betreibt Dietz zusammen mit dem Autor Jochen Schliemann den Podcast Reisen Reisen – Der Podcast.